# Tanfoglio GT27
La Tanfoglio GT27 es una pistola semiautomática de simple acción en calibre .25 ACP. Es muy similar a la Beretta 950 por su cañón abierto y es fabricada en Italia por Tanfoglio.
La línea de pistolas GT fue fundada en 1962. La pistola fue ampliamente exportada bajo una variedad de niveles de marcas, incluyendo la Titan y la Targa. Luego del Acta de Control de Armas de 1968 de los Estados Unidos, que limitó las importaciones de pistolas compactas extranjeras, fueron importadas partes de GT27 y ensambladas en armazones de zamak más baratos, reemplazando a los anteriores de acero.
Versiones negras y cromadas fueron hechas con cachas negras y marrones. Son pistolas pequelas y compactas, por lo que son ideales para porte oculto y como arma "escondida".